# 帕特里夏·亚内奇科娃
帕特里夏·亚内奇科娃 （1998年6月18日—2023年10月1日），斯洛伐克女高音歌唱家，出生於德國。2010年11月赢得捷克-斯洛伐克电视大赛Talentmania冠军，并在获胜后不久通过有线电视新闻台播出而闻名。 
2022年2月初被診斷出罹患乳癌，於是取消所有表演暫時離開舞臺，經歷16次化療，同年8月做了乳房切除手術，病情一度好轉甚至返回舞臺，仍在2023年10月初不敵病魔離世。